# أكوسيلوس
أكوسيلوس من أرغوس، ابن كاباس أو سكابراس، كان لوغوغرافر logographer وميثوغرافي (كاتب أساطير) والذي عاش في النصف الأخير من القرن السادس قبل الميلاد. يعده البعض من بين حكماء اليونان السبعة. أفلاطون هو أقدم كاتب ذكره. الأعمال التي حملت اسم أكوسيلوس في عصر لاحق كانت زائفة.

## روابط خارجية
- Fragments of Acusilaus - at demonax.info